# Power Play

Power Play, sous-titré Séisme, et parfois appelé Fusion Factor ou Les apprentis, est un film américain réalisé par Joe Zito et sorti en 2003.

## Fiche technique
- Titre original : Power Play : Séisme
- Titre français : Fusion Factor
- Réalisateur : Joe Zito
- Scénario : Brent Huff, Dough Walton & Adrian Fulle
- Genre : Thriller, catastrophe
- Durée : 96 minutes
- Sortie : 2003

## Distribution
- Dylan Walsh : Matt Nash
- Alison Eastwood
- Tobin Bell
- Marcia Strassman
- Brixton Karnes
- Jaimz Woolvett